# NGC 5074
NGC 5074 é uma galáxia peculiar na direção da constelação de Canes Venatici. O objeto foi descoberto pelo astrônomo William Herschel em 1785, usando um telescópio refletor com abertura de 18,7 polegadas. Devido a sua moderada magnitude aparente (+13,6), é visível apenas com telescópios amadores ou com equipamentos superiores. 